# Payerbach
Payerbach osztrák mezőváros Alsó-Ausztria Neunkircheni járásában. 2019 januárjában 2054 lakosa volt. 

## Elhelyezkedése

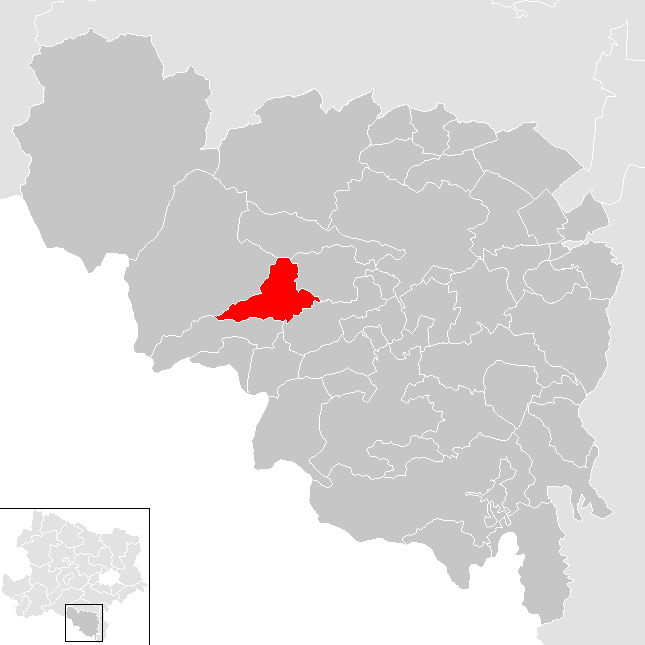
Payerbach a Neunkircheni járásban

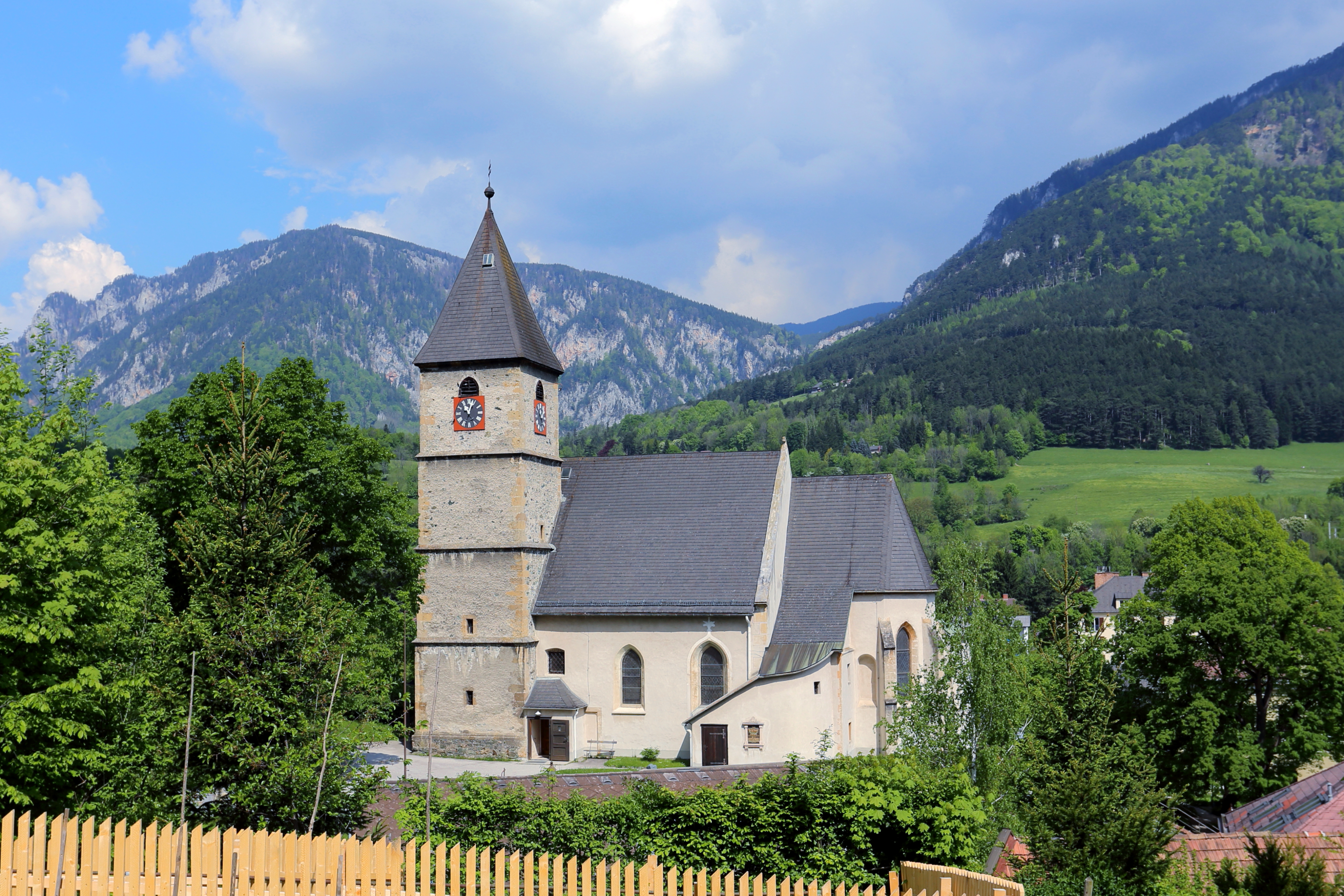
A Szt. Jakab-plébániatemplom

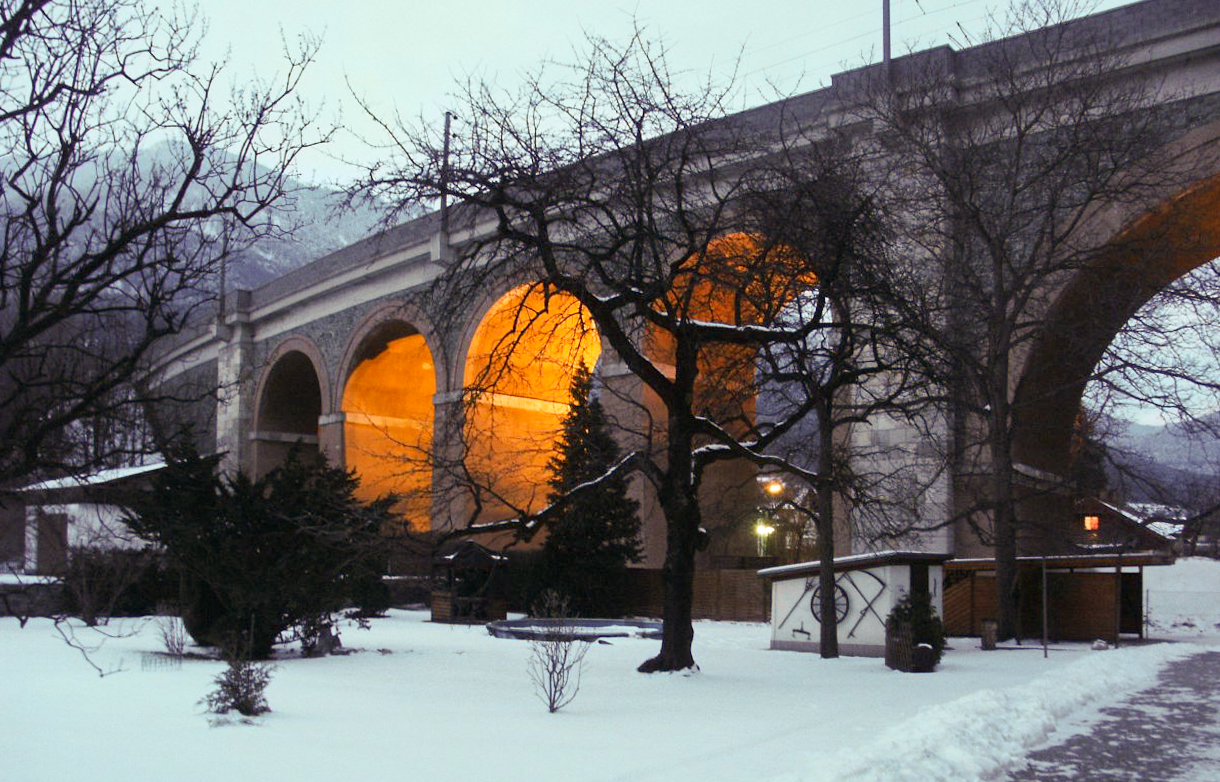
A semmeringi vasút viaduktja

Payerbach Alsó-Ausztria Industrieviertel régiójában fekszik a Schwarza folyó mentén, Rax-Schneeberg-hegység tövében. Területének 55,5%-a erdő. Az önkormányzat 8 településrészt illetve falut egyesít: Geyerhof (24 lakos 2019-ben), Kreuzberg (97), Küb (205), Mühlhof (73), Payerbach (1091), Pettenbach (169), Schmidsdorf (311) és Werning (84). 
A környező önkormányzatok: északra Bürg-Vöstenhof, északkeletre Prigglitz, keletre Gloggnitz, délre Breitenstein, nyugatra Reichenau an der Rax. 

## Története
Payerbachot először 1054-ben említik a bajorországi Vornbach apátságának birtokaként. A legnagyobb helyi földbirtokos ennek megfelelően sokáig az apátság gloggnitzi prépostsága volt. Az önálló egyházközség 1379-ben alakult meg. A környékbeli hegyekben a 16-19. században vas- és rézércet, valamint szenet és baritot bányásztak. Az 1848-as bécsi forradalmat követően a feudális birtokrendszer helyén létrejöttek a helyi önkormányzatok; ekkor Payerbach és Reichanau közös önkormányzatot alkotott, de a két települést két polgármester vezette. A 19. század második felében a környék felkapottá vált és a bécsi felső körök rendszeresen itt töltötték nyaraikat. Payerbachban is számos villa épült. 1909-ben Payerbach elszakadt Reichnautól és önálló községgé vált.  
1917 és 1918 augusztus 17-én Károly császár és felesége, Zita tartotta a császári misét a helyi kápolnában. Payerbachot 1994-ben mezővárosi rangra emelték.

## Lakosság
A payerbachi önkormányzat területén 2019 januárjában 2054 fő élt. A lakosságszám 1923-ban érte el a csúcspontját 3609 fővel, azóta csökkenő tendenciát mutat. 2017-ben a helybeliek 91,3%-a volt osztrák állampolgár; a külföldiek közül 2,5% a régi (2004 előtti), 3,6% az új EU-tagállamokból érkezett. 1% a volt Jugoszlávia (Szlovénia és Horvátország nélkül) vagy Törökország, 1,6% egyéb országok polgára volt. 2001-ben a lakosok 72,7%-a római katolikusnak, 6,8% evangélikusnak, 3,8% mohamedánnak, 11,2% pedig felekezeten kívülinek vallotta magát. Ugyanekkor a német mellett (93,1%) a legnagyobb nemzetiségi csoportot a magyarok alkották 1,3%-kal (30 fő). 

## Látnivalók

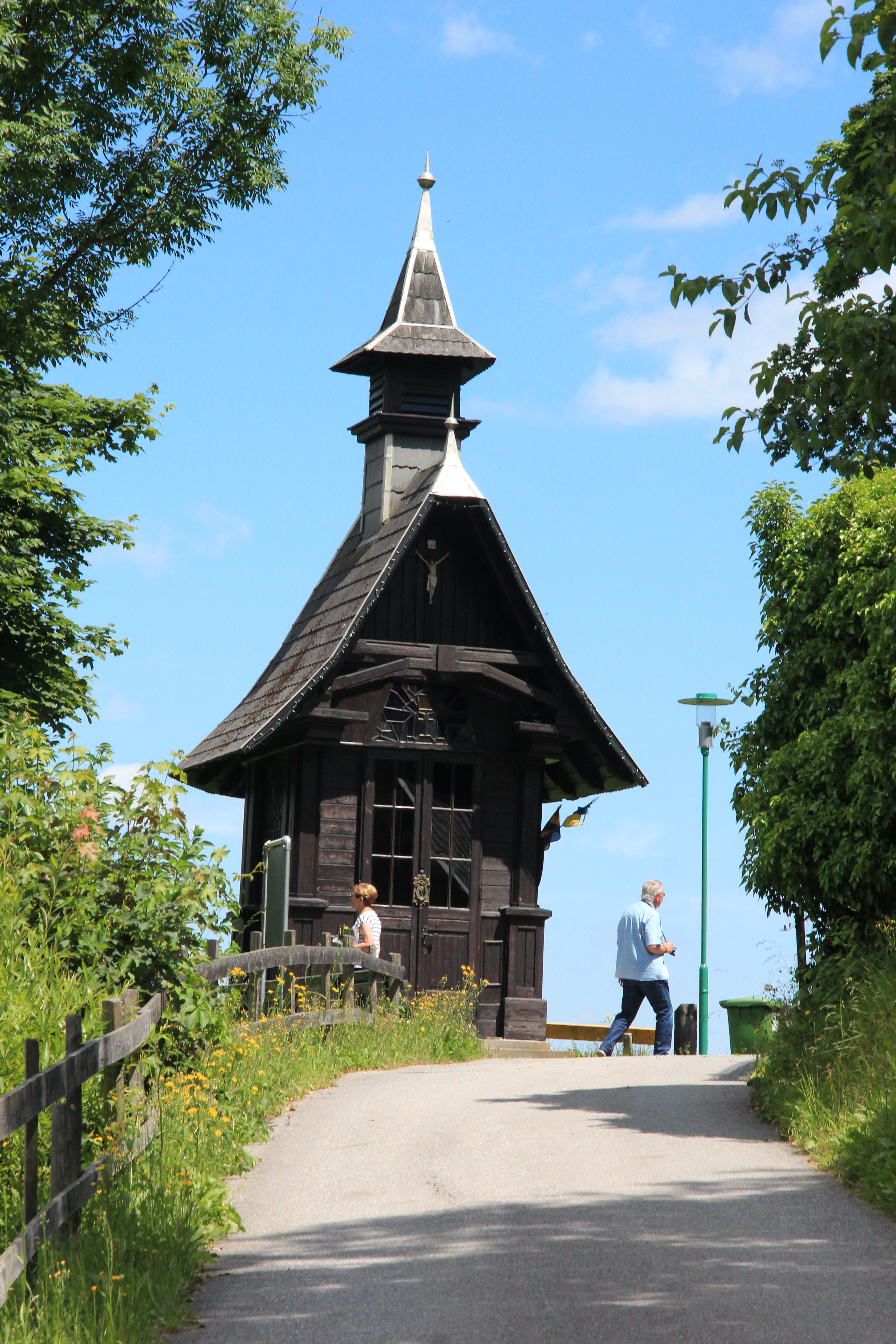
A Szt. Borbála-kápolna

- a Világörökség részét képező semmeringi vasút és a höllentali nosztalgiavasút
- gótikus Szt. Jakab-plébániatemplom
- a grillenbergi bányamúzeum
- a 2. K.u.K. tüzérezred számára 1917-ben épült Szt. Borbála-kápolna

## Fordítás
- Ez a szócikk részben vagy egészben  a   Payerbach című német Wikipédia-szócikk ezen változatának fordításán alapul.  Az eredeti cikk szerkesztőit annak laptörténete sorolja fel. Ez a jelzés csupán a megfogalmazás eredetét és a szerzői jogokat jelzi, nem szolgál a cikkben szereplő információk forrásmegjelöléseként.